# Krach boursier d'avril 2025
Le krach boursier d'avril 2025 est un krach boursier aux États-Unis qui a commencé le 2 avril 2025 en raison des tarifs douaniers mondiaux américains mis en place par le président Donald Trump. C'est la plus forte baisse du marché boursier américain depuis le krach boursier de 2020, causé par la pandémie de COVID-19.

## Contexte
Depuis le début de son deuxième mandat, Donald Trump a mis en place une politique d'autonomie économique vis-à-vis du reste du monde visant à réduire le déficit commercial des États-Unis. Pour cela, il a utilisé des tarifs douaniers afin d'inciter les pays à acheter et à investir dans des produits américains. Le 21 mars, Donald Trump a annoncé que le « Jour de la Libération » aurait lieu le 2 avril parce qu'il « ne voulait pas que ce soit le 1er avril, car personne ne croirait ce [qu'il dirait] », et que ce jour-là, il introduirait des tarifs douaniers mondiaux.

## Déclin initial
Au cours des deux jours qui ont suivi l'annonce des tarifs douaniers, le marché boursier américain a perdu près de 5 000 milliards de dollars. Le 3 avril, la Chine a imposé un tarif de rétorsion de 34 %. Cela a entraîné de nouvelles baisses car de nombreux investisseurs avaient pensé que les pays négocieraient avec Trump avant de riposter. À la fin de la journée du 4 avril, tous les trois indices boursiers ont enregistré des pertes records :
- L'indice Dow Jones Industrial Average a chuté de 3 906 points (9.25%) de jeudi à vendredi, la plus forte baisse depuis juin 2020 pendant la pandémie de Covid-19[7].

- Le S&P 500 a chuté de 5,97 % à 5 074,08, soit la plus forte baisse depuis mars 2020. L'indice de référence a perdu 4,84 % jeudi pour une perte total de 10,81% ou 600 points[7].

- Le NASDAQ a chuté de 5,8%. Cela fait suite à une baisse de près de 6 % jeudi et de 22 % au total depuis le record de décembre 2024. Ces baisses sont notables puisque l’indice contient de nombreuses entreprises technologiques qui fabriquent et vendent en Chine[7].

## Principales dates
Vendredi 4 avril 2025 :
| Zone géographique | Indice |
| ----------------- | --- |
| USA               | NASDAQ/ US 100 aux USA : -6,07 % à 17 398 points. US 30 : -5,50 % à 38 315 points US 500 : -5,97 % à 5 074,08 points |
| Japon             | JIPPEI JP225 : -2,75 % à 33 781 points                                                                               |
| France :          | CAC 40 : -4,26 % à 7 275 points                                                                                      |
| Italie :          | Bourse de Milan IT40 : -6,53 % à 34 649 points                                                                       |
| Espagne :         | Bourse de Madrid ES35 : -5,83 % à 12 422 points                                                                      |
| Afrique du Sud :  | Bourse de Johannesburg : -5,26 % à 81 554 points                                                                     |
| Suisse :          | Bourse suisse : -5,14 % à 11 649 points                                                                              |
| Royaume-Uni :     | Bourse de Londres GB100 : -4,95 % à 8 055 points                                                                     |
| Allemagne :       | Bourse de Francfort DE40 : -4,95 % à 20 642 points                                                                   |
| Mexique :         | Bourse de Mexico : -4,87 % à 51 353 points                                                                           |
| Canada :          | Bourse de Toronto : -4,69 % à 23 193 points                                                                          |

Lundi 7 avril 2025 :
Donald Trump annonce des droits de douanes supplémentaires de 50 % contre les produits chinois, à partir du 9 avril 2025, les remontant ainsi à 104 % au total.
En fin de journée, Donald Trump annule les taxes douanières au-delà de 10 % sur tous les pays du monde, excepté la Chine.
Bourses :
Europe :
| Bourse              | Indice         |                         |
| ------------------- | -------------- | ----------------------- |
| Bourse d’Athènes    | ATHENS GENERAL | -7,43 % à 1 479 points  |
| Bourse de Lisbonne  | PSI GERAL      | -6,02 % à 3 875 points  |
| Bourse de Lisbonne  | PSI 20         | -5,63 % à 6 262 points  |
| Bourse de Ljubljana |                | -5,64 % à 1 809 points  |
| Bourse de Milan     | IT40           | -5,18 % à 32 854 points |
| Bourse de Zurich    | CH20           | -5,16 % à 11 047 points |
| Bourse de Madrid    | ES35           | -5,12 % à 11 786 points |
| Bourse de Paris     | CAC40          | -4,78 % à 6 927 points  |
| Bourse d’Amsterdam  | NL25           | -4,76 % à 801 points    |
| Bourse de Stockholm |                | -4,72 % à 2179 points   |
| Bourse d'Helsinki   |                | -4,56 % à 4 050 points  |
| Bourse de Londres   | GB100          | -4,38 % à 7 702 points  |
| Bourse de Zagreb    |                | -4,20 % à 3042 points   |
| Bourse de Francfort |                | -4,13 % à 19 790 points |
| Bourse de Dublin    |                | -4,08 % à 9 308 points  |

Amérique :
Bourse de Lima PERU GENERAL : -4,76 % à 28 158 points
Asie :
Bourse de Hong Kong HK50 : -13,22 % à 19 828 points
Bourse de Taïwan Taïwan Stock Market Index : -9,70 % à 19 232 points
Bourse de Tokyo JP225 : -7,83 % à 31 137 points
Bourse de Singapour STI : -7,46 % à 3 541 points
Bourse de Shanghai : -7,34 % à 3 097 points
Afrique :
Bourse de Casablanca : -5,64 % à 16 260 points
Monnaie :

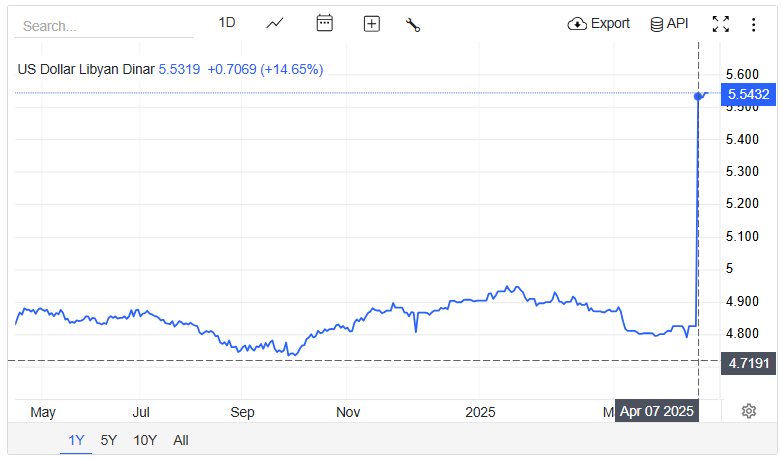

Dinar libyen : -14,65 % en une seule journée !
Franc Suisse : Traditionnelle valeur refuge, le franc suisse voit quant à lui sa valeur se renforcer de jour en jour.
9 avril 2025 :
Les taxes de Donald Trump entrent en vigueur, à un niveau record de 104 %. La Chine contre-attaque avec une taxe de 84 % sur les produits américains ainsi que 10 % sur tous les autres pays du monde.
Les taxes visant l’Union Européenne sont alors suspendues pour 90 jours. Les représailles européennes sont de suite gelées.
Ces annonces provoquent de fortes hausses sur les bourses mondiales.
Bourse de Tokyo : +9,12 % à 34 609 points
NASDAQ : +12,16 % à 17 124,97 points, signant l’une des plus fortes hausse de son histoire.
Bourse de Taïwan : +9,25 % à 19 000 points
Bourse de Hong Kong : +8,17 % à 208,32 points
Bourse de Séoul (Kospi) : +6,6 %

11 avril 2025 :
La Chine porte à 125 % les taxes sur les produits américains.

## Réponse nationale
En réponse aux réactions négatives contre ses tarifs douaniers, CNBC a noté que Trump « semblait inébranlable face aux réactions négatives des marchés... en publiant vendredi sur Truth Social que ses « politiques ne changeront jamais » ». Malgré l'insistance de Trump, le président de la Réserve fédérale, Jerome Powell, a refusé d'émettre des réductions d'urgence pour abaisser les taux d'intérêt.

## Réponse internationale
En réponse à ces tarifs douaniers, la plupart des pays ont choisi de les dénoncer, le chancelier allemand Olaf Scholz a déclaré : « Ceci est une attaque contre un ordre commercial [...] qui est essentiellement le résultat des efforts américains ».

### Asie de l'Est
La Chine, le Japon et la Corée du Sud ont déclaré qu'ils réagiraient conjointement à ces tarifs, mais se sont désormais engagés à accroître le commerce régional et à améliorer leurs relations.